# ПЕН клуб
ПЕН клуб е международна неправителствена организация, която обединява професионалните писатели и журналисти, работещи в различни литературни жанрове.

## Основаване и цели
ПЕН клуб (на английски: PEN International) е световна асоциация на писателите за насърчаване на приятелството и интелектуално сътрудничество между писателите навсякъде по света.
Названието на клуба „ПЕН“ е абревиатура от английските думи „Poet“ (поет), „Essayist“ (есеист) и „Novelist“ (романист), които образуват думата „PEN“ (писалка).
Първият ПЕН клуб е основан през 1921 г. в Лондон от Катрин Ейми Доусън Скот, с Джон Голсуърти като неин пръв председател. Първите членове включени Джоузеф Конрад, Елизабет Крейг, Джордж Бърнард Шоу, и Хърбърт Уелс. Днес организацията ПЕН клуб има автономни центрове в над 100 страни.
Други цели на организацията са:
- да се подчертае ролята на литературата в развитието на взаимното разбирателство и световната култура;
- да се бори за свободата на изразяване, както и да действа като силен глас от името на репресираните писатели, хвърлени в затвора и понякога убивани заради техните възгледи.

Организацията ПЕН клуб е най-старата организация за защита на човешките права и най-старата международна литературна организация. Първоначално организацията обединява „поети, есеисти и романисти“, но сега включва писатели от всякакъв вид литература, като журналисти и историци.

## Структура на ПЕН клуб
Организацията ПЕН клуб е със седалище в Лондон и се състои от автономни центрове в над 100 страни по целия свят, които са отворени за квалифицирани писатели, журналисти, преводачи, историци и други, които са активно ангажирани във всеки клон на литературата, независимо от тяхната националност, раса, цвят на кожата или религия.
Президенти на ПЕН клуб са били Алберто Моравия, Хайнрих Бьол, Артър Милър, Марио Варгас Льоса, Хомеро Ариджис и Иржи Груча.
ПЕН клубът е неправителствена организация в официални консултативни отношения с ЮНЕСКО и специален консултативен статут към Икономическия и социален съвет на ООН.

## Харта на ПЕН клуба
Литературата, независимо от националността и произхода си, не познава граници и трябва да остане като обща валута между народите, независимо от политическите или международни катаклизми.
При всякакви обстоятелства, и по-специално по време на война, произведенията на изкуството и библиотеките, са наследство на човечеството като цяло, и трябва да бъдат оставени недокоснати от национална или политическа страст.
Членовете на ПЕН клуба трябва винаги използват влиянието си в полза на доброто разбиране и взаимното уважение между народите, и поемат ангажимент сами да направят всичко възможно, за да разсеят расовите, класовите, и национални вражди, и да се борят за идеала за едно човечество, живеещо в мир в света.
ПЕН означава да се спазва принципа на безпрепятствен пренос на мисълта в рамките на всяка нация и между всички народи, и членовете обещават да се противопоставят на всякаква форма на потискане на свободата на словото в страната им или към тяхната общност.
ПЕН клубът декларира подкрепата си за свободната преса и се противопоставя на произволна цензура в мирно време. Смята, че е необходимо на света да се постига по-високо организиран политически и икономически ред, и затова е наложително да може да прави критика на правителства, администрации и институции. И тъй като свободата предполага доброволно ограничение, самите членове обещават да се противопоставят на такива злини на свободната преса като невярна публикация, умишлена лъжа и изопачаване на факти за политически и лични цели.

## Дейности в защита на писателите и мемориали
През 1960 г. е създаден Международен комитет в защита на репресираните писатели, който да ги защитава. Той издава два пъти годишно Доклад с установените нарушения по целия свят. Комитетът координира кампаниите на членове в защита на словото по целия свят.
На 48-ия международен конгрес на ПЕН клуба проведен на 12 – 18 януари 1986 г. е решено да се обяви 3 март като „Световен ден на писателя“.
В горичка до езерото Бърли Грифин в Канбера, Австралия, на 17 ноември 1997 г. е открит ПЕН мемориал с посвещението – „Духът умира при всички нас, които мълчим пред лицето на тиранията.“.
Пред Британската библиотека в Лондон на 13 декември 2011 г. е поставена чугунената скулптура „Свидетели“, която представлява един празен стол и символизира репресираните и затворени писатели по света.

## Български ПЕН клуб
Българският ПЕН клуб (сега П.Е.Н. център) е създаден през 1926 г. с председател проф. Иван Шишманов. Той обединява около 40 именити български писатели: Елисавета Багряна, Дора Габе, проф. Александър Балабанов, Ангел Каралийчев, Елин Пелин, Йордан Йовков, Николай Лилиев, Тодор Влайков, Теодор Траянов, Стилиян Чилингиров, Николай Райнов, Йордан Стубел и др.
Председатели на Българския ПЕН клуб стават още: проф. Александър Балабанов, Дора Габе, проф. Богдан Филов, Анна Каменова (1967 – 1971), Леда Милева (1971 – 1980), Лиляна Стефанова (1980 – 1991), Богомил Нонев (1991 – 1995), Невена Стефанова (1995 – 1999), Георги Константинов, Бойко Ламбовски и Здравка Евтимова.